# Руж (музичка група)
Руж је био српски и југословенски поп рок бенд из Београда.

## Историјат бенда
Бенд је основан 1982. године, а прошао је кроз бројне промене чланова пре него што је званично формиран. У бенду су били Вук Росандић (вокали), браћа Милош (гитара) и Марко Козић (бас гитара) и Зоран Томашевић Тома (бас гитара).
Дискографска група Југотон заинтересовала се за сарадњу, са којом је бенд склопио уговор. Њихов први албум Још један плес изашао је 1988. године, продуцирао га је Иван Феце Фирчи, пратећи вокал је била Марина Перазић, Јован Маљоковић на саксофону, Александар Дујин на клавијатури и Зоран Булатовић Бале на бас гитари. Све песме на албуму компоновао је Милош Козић, а најпопуларнија песма са албума била је Зубарка.
Други албум бенда Ноћно купање изашао је 1990. године и требало је да буде реализован у дискографској кући Југотон, али се бенд ипак одлучио за ПГП РТБ. Албум је продуцирао Ђорђе Петровић, на гитари био је Драган Јовановић, Фелди Јен на саксофону, Шабо Роберт на бенџу и хармоници, а Кристина и Александра Ковач на пратећим вокалима.
На албуму Ноћно купање нашли су се хитови попут Немица и Американка, а бенд је врло брзо постао омиљен међу тинејџерима.
Велики концерт одржан је на Старом Сајмишту у Београду, а наступали су широм Србије, Босне и Херцеговине и Македоније и одржали преко 120 концерата.
На Београдског пролећном фестивалу изводили су песму групе Про арте Једна мала плава, која се нашла на албуму Београд — Хитови београдског пролећа.
Након почетка распада Југославије, Росандић се преселио у Лондон, а потом у Сједињене Државе.
Године 1992. бенд је заједно са Росандићем издао албум Чувари љубави, који је продуцирао Саша Хабић, на гитари су били Драган Јовановић и Никола Врањковић, Саша Локнер на клавијатури и на пратећим вокалима Јелена Живановић из групе Зана. Са албума се издвојила песма Има нешто у твојим очима, која је привукла пажњу публике.
Након изласка албума, браћа Козић су заједно са Данијелом Вулетићем формирали бенд Чувари љубави и избацили албум 1993. године. У исто време Росандић се враћа у земљу и заједно са Томашевићем и бас гитаристом Дејаном Грујићем наставља да ради у бенду Руж. Године 1993. издали су албум Нº 4, који је продуцирао Златко Манојловић.
Године 1995. група је избацила албум Као некада, који је продуцирао Ђорђе Петровић. Песме су писали Грујић, браћа Козић и чланови бенда Зана Зоран Живановић и Радован Јовићевић. Остали гости на албуму били су Саша Ранђеловић на гитари, брат Дејана Грујића — Дарко на клавијатури. Убрзо након издавања албума Росандић је отишао у Сједињене Државе, а Руж је престао са радом.

## Након распада бенда
Након што је напустио Руж, Милош Козић радио је са поп певачицом Мајом Оџаклијевском и Гоцом Тржан. Током деведесетих година Томашевић је водио шоу ЈУ ТОП 10 на ТВ Пинк и кратко време радио као директор маркетинга за Сити рекордс. Године 2001. преселио се у Сједињене Државе. Почетком 2000. године Грујић је приступио бенду Ортодокс Келтс. Године 2003. Росандић је издао соло албум Трајем, а убрзо након тога повукао се са сцене.

## Дискографија

### Студијски албуми
- Још један плес (1988)
- Ноћно купање (1990)
- Чувари љубави (1992)
- Нº 4 (1993)
- Као некада... (1995)

### Синглови и епови
- Зубарка / очи твоје (1988)

### Гостовање на албумима и компилацијама
- Various — Београд — Хитови Београдског пролећа (1991), на песми Једна мала плава
- Various — Поп рок осамдесетих 3 (2001), на песми Очи твоје виде све